# N731 (België)
De N731 is een gewestweg in Belgisch-Limburg. De weg verbindt de stadsring van Bree (R73) met de N76 in de Breese deelgemeente Beek. De route heeft een lengte van ongeveer 2 kilometer.

## Geschiedenis
Tot 1985 maakte de N731 deel uit van de N30 Hamont - Tongeren. De weg is in 1998 overgedragen aan de stad Bree.